# A Seaside Rendezvous
A Seaside Rendezvous foi uma turnê de dois shows realizado em 2009 pela banda britânica de rock alternativo Muse. Feita no The Den em Teignmouth, Devon, cidade onde os membros da banda passaram a maior parte da sua infância e onde começaram sua carreira musical, o show de retorno da banda foi o primeiro do grupo em sua cidade natal em 15 anos. Acredita-se que o nome 'Seaside Rendezvous' foi tomado de uma canção de mesmo nome da banda Queen, um dos grupos que mais influênciou o Muse.

## Bastidores e produção
O planejamento para fazer os dois shows em Teignmouth foram pela primeira vez divulgados pelo jornal local, o Teignmouth Post e também pelo jornal Herald Express em 7 e 8 de agosto de 2009.
Havia rumores que a produtora do show, SJM Concerts Ltd., pediu permissão ao conselho distrital de Teignbridge para fazer os concertos no The Den, apesar dos problemas inerentes a isso. Com as datas marcadas para 4 e 5 de setembro de 2009, apoio para os shows começaram a aparecer rapidamente e se espalharam pelo país. Um porta-voz da banda disse que enstava engajada e determinada para fazer as apresentações, com o povo local descrevendo o show como um "evento ícone"
O conselho da cidade se reuniu na manha de 17 de agosto no Newton Abbot para decidir se o show iria mesmo acontecer. O baixista do Muse, Christopher Wolstenholme, foi a reunião e pediu aos fãs que dessem seu apoio.
Em 17 de agosto, os dois concertos foram confirmados quando o conselho local aprovou. Wolstenholme disse a Emma Pearcy, reporter do Herald Express, que "Eu fiquei encantado e entusiasmado depois que a permissão foi concedido. Eu fiquei muito surpreso com o apoio dado, de várias pessoas. Vamos fazer o possível para manter as reclamações ao mínimo." O baixista completou então dizendo que "nós queriamos fazer isso [o shows] faz muito tempo. Não é pra fazer dinheiro. Nós queremos dar algo de volta para a comunidade". O apresentador Zane Lowe da BBC Radio 1 presenter Zane Lowe mostrou áudios do show de sábado, 5 de setembro, no seu programa de rádio dois dias depois.
"A Seaside Rendezvous" foi confirmado no site oficial do Muse em 18 de agosto; as vendas das entradas começaram em 21 de agosto. Apesar da pré-venda dos ingressos ter começado em 19 de agosto, o show ainda tinha que ser aprovaado pelos donos do The Den. Em uma entrevista para a rádio americana 107.7 The End logo após a aprovação para o concerto, o líder, vocalista, guitarrista e pianista da banda Matthew Bellamy, falou de Teignmouth, falou que o grupo superou vários problemas de logística e de burocracia para fazer os shows, tendo inclusive que negociar com a polícia e com o corpo de bombeiros locais.
Em uma entrevista ao website Drowned in Sound, o baterista Dominic Howard explicou que "tocar em Teignmouth será incrível, e estamos muito ansiosos para isso", e continuou dizendo que "que nós queriamos fazer isso desde o dia em que eu conheci o Matt [Bellamy] no The Den. Eu me lembro que eu comentava com o Matt e dizia coisas como 'não seria ótimo tocar para um multidão de pessoas nessa espelunca!" Howard também comentou sobre as bandas de abertura, revalando que seriam Hey Molly, que o baixista Wolstenholme é "amigo", The Quails e mais duas "bandas locais".
Cerca de 15 mil fãs foram a Teignmouth em cada noite de apresentação naquele fim de semana e disseram que foi "dado um grande impulso a econômia [de Teignmouth]", com todos os quartos dos hotéis da cidade lotados, além de todo o material de publicidade, comidas e bebidas e várias outras coisas disponibilizadas no local.
Em 11 e 12 de setenbro de 2009, a BBC Three transmitiu um documentário sobre a infância dos membros da banda e sua vida conforme eles cresciam em Teignmouth.

## Recepção
Os concertos em Teignmouth foram bem recebidos, com os jornais ingleses The Guardian, The Daily Telegraph, The Times e The Independent dando excelentes critícas ao show. The Guardian disse que a performance nos concertos deu a Teignmout a "verdade intoxicante" dizendo que Muse "são tão ridículos agora que se tornaram sublimes." Neil McCormick de The Daily Telegraph descreveu os shows como "um triunfo para um concerto ao ar livre", enquanto o The Times falou bem sobre o tributo da banda a sua cidade natal e suas primeiras apresentações com canções de The Resistance. Chris Mugan do The Independent também deu um parecer positivo, dizendo que "em sua performance [...] Muse surge como uma das bandas [Britâncias] mais desinibidas."

## Set list
| Primeiro show Set list principal: 1. "Uprising" 2. "Supermassive Black Hole" 3. "Stockholm Syndrome" 4. "Resistance" 5. "Hysteria" 6. "New Born" 7. "Map of the Problematique" 8. "United States of Eurasia" 9. "Cave" 10. "Popcorn" (cover do Hot Butter) 11. "Starlight" 12. "Undisclosed Desires" 13. "Time Is Running Out" 14. "Unnatural Selection" Encore: 1. "Plug In Baby" 2. "Knights of Cydonia" | Segundo show Set list principal: 1. "Uprising" 2. "Map of the Problematique" 3. "Supermassive Black Hole" 4. "Resistance" 5. "Hysteria" 6. "New Born" 7. "Feeling Good" 8. "United States of Eurasia" 9. "Cave" 10. "Popcorn" (cover do Hot Butter) 11. "Starlight" 12. "Undisclosed Desires" 13. "Time Is Running Out" 14. "Unnatural Selection" Encore: 1. "Stockholm Syndrome" 2. "Plug In Baby" 3. "Knights of Cydonia" |

## Pessoal
- Matthew Bellamy — voz, guitarras, piano em "New Born", "United States of Eurasia", "Cave" e "Feeling Good", keytar em "Undisclosed Desires"
- Christopher Wolstenholme — baixo, voz secundária, harmónica em "Man With a Harmonica"
- Dominic Howard — bateria, voz secundária em "Supermassive Black Hole"
- Morgan Nicholls — teclados, sintetizadores, voz secundária, percussão, guitarra em "United States of Eurasia".